# Jürgen Kurbjuhn
Jürgen Kurbjuhn, né le 26 juillet 1940 à Tilsit, à l'époque en province de Prusse-Orientale et aujourd'hui en Russie, et décédé le 15 mars 2014 à Buxtehude en Basse-Saxe, est un joueur de football international allemand, qui évoluait au poste de défenseur.

## Biographie

### Carrière en club
Avec le club du Hambourg SV, il remporte une Coupe d'Allemagne et dispute une finale de Coupe d'Europe des vainqueurs de coupe, perdue face au Milan AC.
Avec cette même équipe, il dispute six matchs en Coupe d'Europe des clubs champions. Il atteint les demi-finales de cette compétition en 1961, en étant éliminé par le FC Barcelone.

### Carrière en sélection
Avec l'équipe de RFA, il joue cinq matchs (pour aucun but inscrit) entre 1962 et 1966. 
Il reçoit sa première sélection en équipe nationale le 11 avril 1962 contre l'Uruguay, et sa dernière le 4 mai 1966 contre l'Irlande.
Il figure dans le groupe des sélectionnés lors de la Coupe du monde de 1962. Il ne joue toutefois aucun match lors de cette compétition.

## Palmarès
Hambourg SV
- Coupe d'Allemagne (1) :
  - Vainqueur : 1962-63.
  - Finaliste : 1966-67.

- Coupe d'Europe des vainqueurs de coupe :
  - Finaliste : 1967-68.